# اسردنئورالسک
شهر اسردنئورالسک (به روسی: Среднеуральск) در کشور روسیه و در اوبلاست سوردلوفسک واقع شده‌است.